# 753
753（七百五十三、ななひゃくごじゅうさん）は自然数、また整数において、752の次で754の前の数である。

## 性質
- 753は合成数であり、約数は 1, 3, 251, 753 である。
  - 約数の和は1008。
- 227番目の半素数である。1つ前は749、次は755。
- 各位の和が15になる55番目の数である。1つ前は744、次は762。
- 3からの連続素数を降順に並べてできる3番目の数である。1つ前は53、次は11753。(オンライン整数列大辞典の数列 A092447)
- 753 = 82 + 82 + 252 = 82 + 172 + 202 = 102 + 132 + 222 = 142 + 142 + 192
  - 3つの平方数の和4通りで表せる81番目の数である。1つ前は721、次は754。(オンライン整数列大辞典の数列 A025324)
  - 753 = 82 + 172 + 202 = 102 + 132 + 222
    - 異なる3つの平方数の和2通りで表せる144番目の数である。1つ前は742、次は757。(オンライン整数列大辞典の数列 A025340)
- 753 = 23 + 23 + 23 + 93
  - 4つの正の数の立方数の和で表せる206番目の数である。1つ前は751、次は756。(オンライン整数列大辞典の数列 A003327)

## その他 753 に関連すること
- 七五三は、子供の成長を祝う年中行事。通常アラビア数字で表記しない。
- 航空時刻表ではボーイング757-300を表す。
- 第七五三海軍航空隊は、大日本帝国海軍の飛行隊。1942年（昭和17年）に高雄海軍航空隊より改称。
- オールバニ (USS Albany, SSN-753) は、アメリカ海軍のロサンゼルス級原子力潜水艦。
- 仮面ライダーキバの登場キャラクター・名護啓介の愛称。由来は本編中の呼称「名護さん」の語呂合わせによる。当初は視聴者の間で使用されるインターネットスラングだったが、後に劇中で名護が「753」と書かれたTシャツを着用して登場したり、『ネット版 オーズ・電王・オールライダー』でも同様のタイトルのものがあるなど、製作者側でも使用される呼称となっている。
- 753（なごみ）は、漫画『2.5次元の誘惑』に登場するキャラクター。